# Stress ohne Grund
Stress ohne Grund ist ein Song der deutschen Rapper Shindy und Bushido, der am 12. Juli 2013 auf dem Album NWA veröffentlicht wurde. Bereits am 11. Juli 2013 war der Song als Musikvideo der Öffentlichkeit präsentiert worden. Das Lied stieß aufgrund schwerer Beleidigungen gegen Politiker und Prominente auf Kritik. Mehrere der genannten Personen, sowie später auch die Staatsanwaltschaft Berlin, erstatteten Strafanzeige gegen die Künstler. Mit Wirkung zum 19. Juli 2013 wurde das Album NWA durch die Bundesprüfstelle für jugendgefährdende Medien indiziert,  am 3. Juni 2015 wurde die Indizierung aufgehoben.

## Samples
Der Refrain des Songs enthält Samples der Rapper Fler und Bushido. Die Textzeile „Ich komme auf die Party und mach Stress ohne Grund.“ stammt aus dem Lied Carlo Cokxxx Nutten von Fler. Die Passage „Es ist ganz normal. Männer lutschen keine Schwänze.“ stammt aus Bushidos Lied Berlin. Die Textzeilen „Dein bester Track ist gar nichts, wenn die Gangster auf dich kacken.“ und „Du Hurensohn verpiss dich, denn die Banger sind am Mic.“ stammen ebenfalls von Fler aus dem Lied Cordon Sport Massenmord.

## Rezeption und Strafanzeigen
Der Song wurde stark kritisiert. So wurden die Textzeilen „Ich will, dass Serkan Tören jetzt ins Gras beißt.“ und „Ich schieß auf Claudia Roth und sie kriegt Löcher wie ein Golfplatz.“ von einigen Medien als öffentlicher Aufruf zum Mord interpretiert. Kritisiert wurden auch schwulenfeindliche Parolen, bspw. die Textzeilen „Du Schwuchtel wirst gefoltert.“ oder „Du wirst in Berlin in deinen Arsch gefickt wie Wowereit.“ Die im Song erwähnten Politiker äußerten sich negativ über den Song. Klaus Wowereit (SPD) und Serkan Tören (FDP) erstatteten Strafanzeige. Weitere erwähnte Personen sind Oliver Pocher („Ich verkloppe blonde Opfer, so wie Oli Pocher.“), Cindy aus Marzahn („Ich bin nicht diese Fette da aus Marzahn.“) sowie der Rapper Kay One („Kay, du Bastard bist jetzt vogelfrei.“)
Renate Künast (Die Grünen) forderte ein Ermittlungsverfahren gegen Bushido. Grünen-Geschäftsführer Volker Beck verurteilte das Stück als Aufruf zum Mord. Wolfgang Bosbach (CDU) meinte, die „Todesdrohung“ sei ein „sehr ernstzunehmender Vorgang“. Heino forderte, Bushido müsse in seiner „kriminellen Energie dringend gestoppt werden“; außerdem solle ihm der Bambi aberkannt werden. Seinen eigenen Bambi hatte Heino zuvor bereits zurückgegeben, nachdem Bushido die Auszeichnung ebenfalls erhalten hatte. Die Bundesprüfstelle für jugendgefährdende Medien setzte das Album mit dem Lied mit Wirkung zum 19. Juli 2013 auf den Index. Inhalte von NWA würden „verrohend“ wirken, zu „Gewalttätigkeiten“ anreizen und Frauen und Homosexuelle diskriminieren. Als Grund für die Indizierung wurde neben den Liedern Kein Fick, Springfield und Martin Scorsese vor allem Stress ohne Grund angegeben. Am 3. Juni 2015 hob das Oberverwaltungsgericht für das Land Nordrhein-Westfalen die Indizierung auf, die Entscheidung ist unanfechtbar.
In einem Fernseh-Interview bestritt Bushido, dass das Lied ein Aufruf zur Gewalt sei: „Ich möchte klarstellen, dass es auf keinen Fall ein Aufruf zu Gewalt sein soll. Es ist natürlich provokant. Ich habe die Mittel genutzt, die mir als Rapper zur Verfügung stehen.“ Er schieße „nur mit Wörtern“. Menschen, die täglich Rap hörten, wüssten, wie mit dem Lied umzugehen sei. Er sprach zudem von einer „Retourkutsche“ gegen Tören und Roth, die ihn beschimpft hätten. Hierbei bezog er sich auf eine Aussage aus dem Januar 2013 von Claudia Roth über ihn: „Wer das Existenzrecht Israels so dreist leugnet, den kann man mit ruhigem Gewissen als Antisemiten bezeichnen.“ Eine Entschuldigung lehnte er ab.
Am 16. Juli 2013 erschien ein Interview mit dem Magazin Focus, in dem Bushido seine umstrittenen Texte erklärte.
Im September 2013 erhob die Staatsanwaltschaft Berlin wegen Texten des Albums Anklage gegen Bushido wegen Volksverhetzung, Beleidigung und Gewaltdarstellung. Am 22. November 2013 wies das Amtsgericht Tiergarten die Anklage mit Hinweis auf die Kunstfreiheit ab; die Staatsanwaltschaft erhob Rechtsbeschwerde gegen die Abweisung der Anklage. Im März 2014 verwarf das Landgericht Berlin die Beschwerde der Staatsanwaltschaft, da der Tatbestand der Volksverhetzung nicht erfüllt und die Beleidigung durch die Kunstfreiheit gedeckt sei.

## Charts
Stress ohne Grund wurde auf iTunes für 69 Cent angeboten, stieg in Deutschland auf Platz 19 ein und wurde in der folgenden Woche indiziert. In den österreichischen Charts schaffte es der Song auf Rang 21 und konnte sich insgesamt zwei Wochen in den Charts der 75 meistverkauften Singles in Österreich halten. In der Schweiz belegte Stress ohne Grund Platz 45 und verließ die Charts in der Folgewoche wieder.

## Musikvideo
In dem Musikvideo sieht man die Rapper Shindy und Bushido auf dem Dach eines Parkhauses in Berlin-Charlottenburg rappen. Nebenbei wird eine männliche Person in einen Wagen gezerrt und auf das Dach gefahren. Auf dem Dach angekommen, öffnen die Rapper den Kofferraum und sehen sich die Person an. Nachdem die Rapper nicht mehr zu sehen sind, kommt eine weitere Person, gespielt von Ali Bumaye, und gießt Benzin über das Auto. Am Ende des Videos zündet dieser sich eine Zigarette an und wirft sie auf das Auto.
Das Musikvideo war nur knapp zwei Tage auf YouTube online, bevor es gesperrt wurde. In diesen zwei Tagen konnte es eine Million Aufrufe erreichen.
Seit dem 6. Juni 2015 ist das Musikvideo wieder auf dem offiziellen Bushido-Kanal zu sehen.

## Stress mit Grund
In Folge der Indizierung von Stress ohne Grund sowie drei weiterer Titel des Albums NWA wurde letzteres unter dem Titel NWA 2.0 wiederveröffentlicht. Die indizierten Titel wurden dabei ersetzt. Anstelle von Stress ohne Grund enthielt das Album daher das Lied Stress mit Grund. Dieses wird mit der Musik von Stress ohne Grund eingeleitet und gestaltet sich insofern als Fortsetzung von Stress ohne Grund, verwendet jedoch im Anschluss einen anderen Beat und weist neben dem erneut mit einer Strophe vertretenen Bushido einen Gastbeitrag des Rappers Haftbefehl auf.
Im Gegensatz zu Stress ohne Grund ersetzt Stress mit Grund während Bushidos Strophe die mutmaßlichen Namen mehrerer Personen durch Leerstellen. Auf einzelnen Konzerten der AMYF / NWA-Tour 2013 wurden diese Leerstellen jedoch durch richtige Namen ersetzt. So ist zum einen ein Diss gegen den Rapper Kay One zu hören: „und Kay wird der allererste tote deutsche Rapstar“. Daneben wird auch Casper als Emo-Punk gedisst, welches sich ein Messer in die Kehle rammen solle. Es ist nicht ganz klar, ob Farid Bang eventuell auch beleidigt wurde. Bushido schrieb auf Twitter, dass mit Farid Bang „alles cool“ sei.
Stress mit Grund belegte in Deutschland Rang 21 der Charts. In Österreich gelangte der Song auf Platz 27 und in der Schweiz konnte er sich auf Platz 31 positionieren. In allen drei Ländern konnte sich der Song eine Woche in den Charts halten.